# Corofin

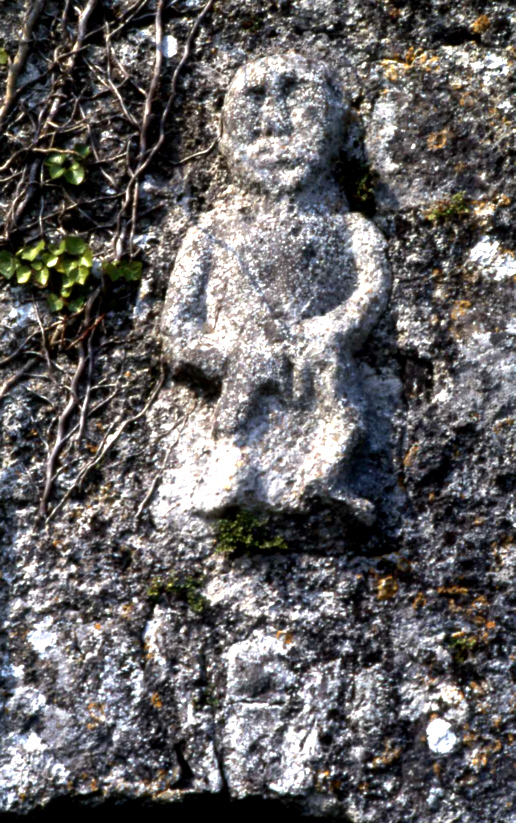
Sheela-na-Gig von Killinaboy

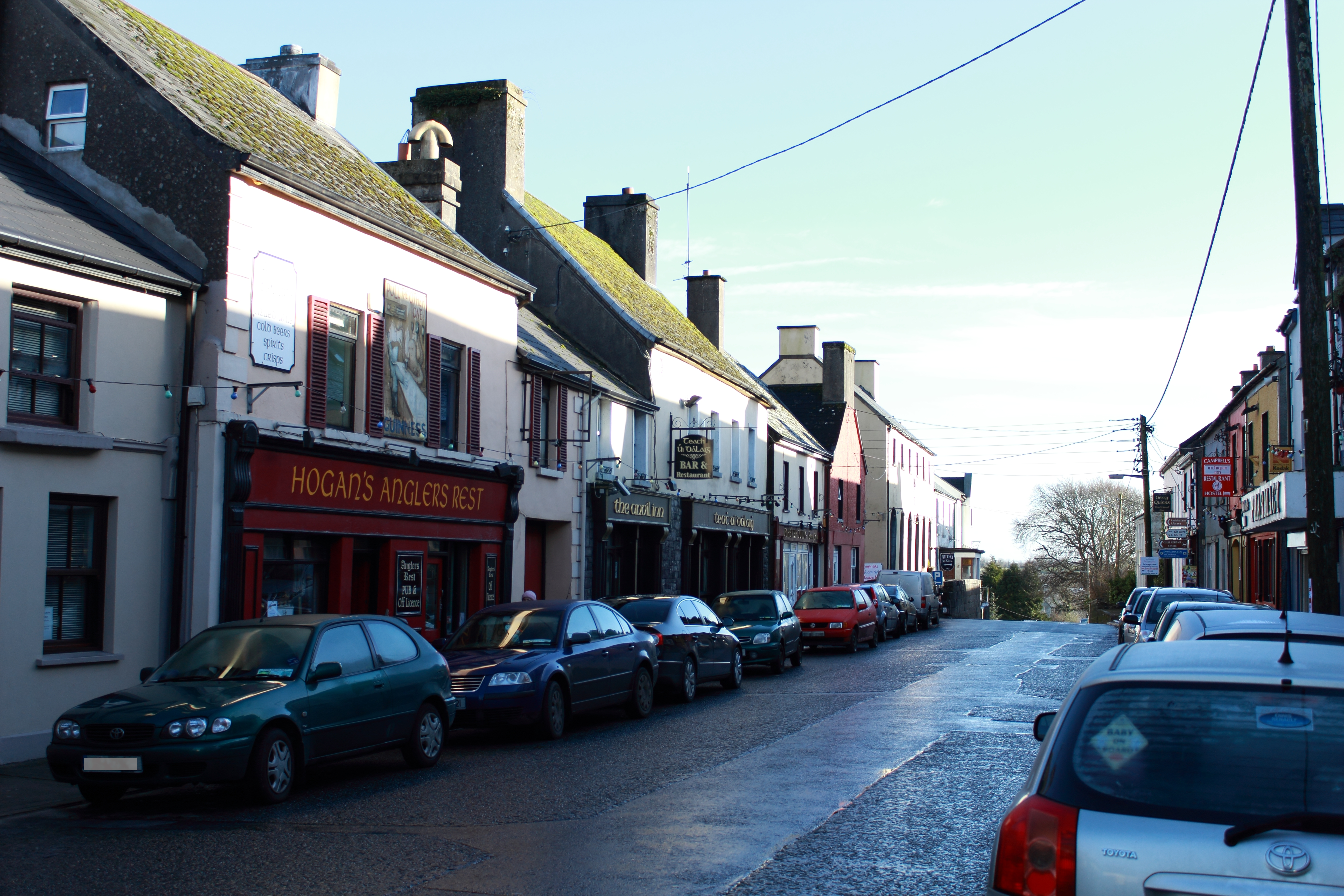
Main street (2012)

Corofin (auch Corrofin; irisch Cora Finne) ist ein kleiner Ort im nordöstlichen Teil des County Clare in der Republik Irland mit 793 Einwohnern (2022), was einer Verdopplung der Einwohnerzahl seit 2002 entspricht. Er liegt an der R476 zwischen den Seen Inchquin Lough und Lough Atedaun, am südlichen Ende des Burren und am Straßenkreuzungspunkt zwischen Ennis, Gort, Ballyvaughan und Milltown Malbay. 
In der Nähe befinden sich fischreiche Seen, das Tau-Kreuz auf dem Roughan Hill, eine Holy Well sowie alte Burgen (wie Dysert O’Dea) und Schlösser. Im nahen Killinaboy ist eine gut erhaltene Sheela-na-Gig zu sehen. Im Ort befinden sich ein Hostel und das Clare Heritage Center.
Das Portal Tomb von Moyree-Commons liegt östlich vom Ballyteige Lough (See) bei Corofin.

## Persönlichkeiten
- Tony Killeen (* 1952), Politiker der Fianna Fáil
- Sharon Shannon (* 1968), Folkmusikerin